# Gluta wallichii
Gluta wallichii är en sumakväxtart. Gluta wallichii ingår i släktet Gluta och familjen sumakväxter.

## Underarter
Arten delas in i följande underarter:
- G. w. lafrankiei
- G. w. wallichii